# Diocèse de Sandomierz
Le diocèse de Sandomierz (en latin : Dioecesis Sandomiriensis) est un diocèse catholique de Pologne de la province ecclésiastique de Lublin dont le siège est situé à Sandomierz. Il comprend la partie orientale de la voïvodie de Sainte-Croix, la partie nord-ouest de la voïvodie des Basses-Carpates et une petite partie sud-ouest de celle de Lublin. En 2023, le territoire est divisé en 24 doyennés et 242 paroisses. L'évêque actuel est Krzysztof Nitkiewicz (de), depuis 2009.

## Historique
Le diocèse de Sandomierz a été érigé le 30 juin 1818 par le pape Pie VII avec la bulle Ex imposita nobis. Il était à l'origine suffragant de l'archidiocèse de Varsovie. 
Il a changé de nom le 3 octobre 1981 pour prendre celui de Sandomierz-Radom, à la suite du transfert du siège du diocèse de Sandomierz à Radom, décidé par l'évêque Edward Materski.
Le 25 mars 1992, à la suite de la réorganisation des diocèses polonais par le pape Jean-Paul II avec la bulle Totus tuus Poloniae populus, il a été divisé, donnant naissance à l'actuel diocèse de Sandomierz, devenu suffragant de l'archidiocèse de Lublin, et au diocèse de Radom, tout en incorporant des parties du territoire des diocèses de Przemyśl, Lublin (devenus archidiocèses) et Tarnów. 

## Églises principales du diocèse de Sandomierz

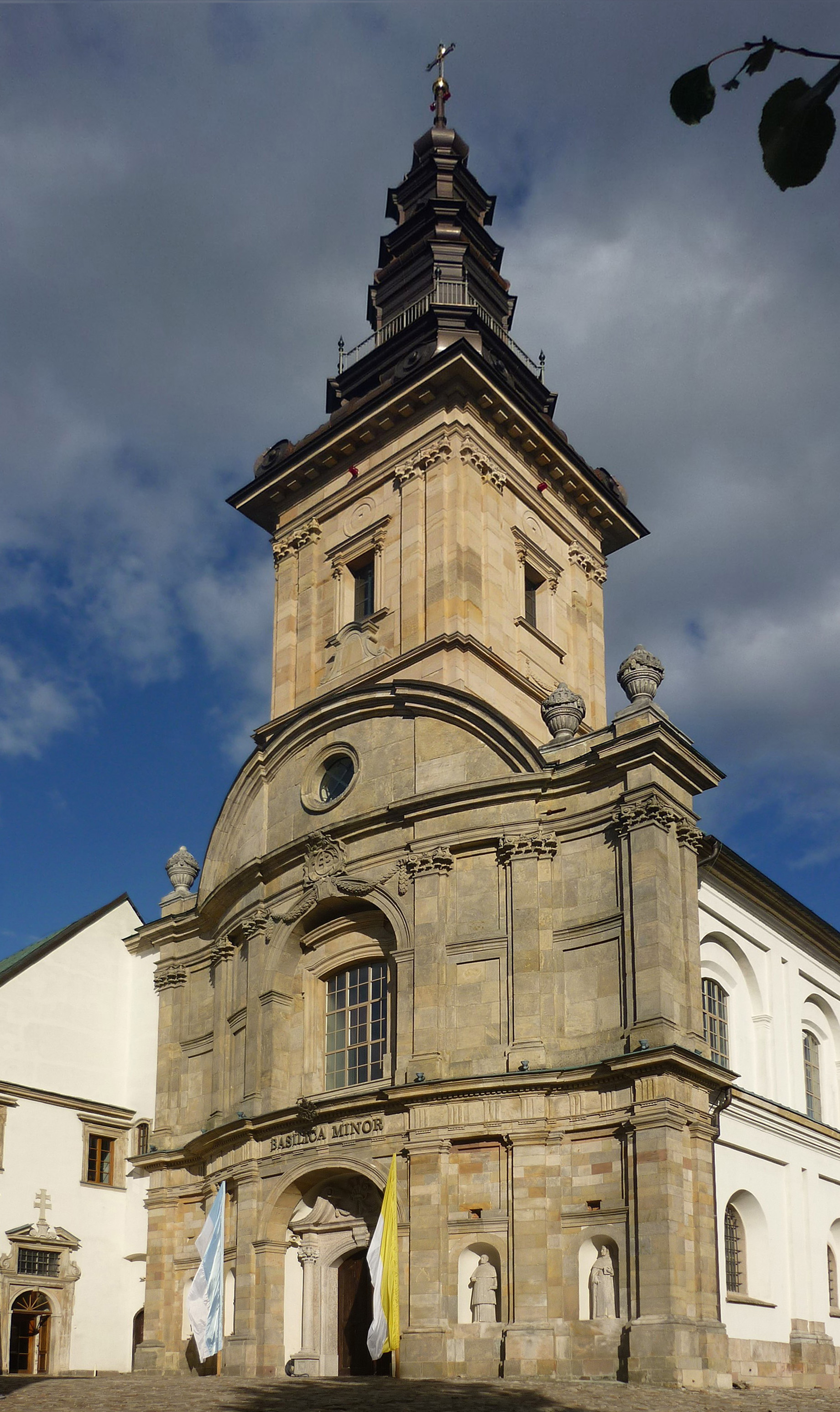
La basilique de la Sainte-Trinité.

L'église de la Nativité-de-la-Bienheureuse-Vierge-Marie (en polonais : Bazylika Katedralna pw. Narodzenia Najświętszej Maryi Panny) est la cathédrale de Sandomierz.
Basilique co-cathédrale de Marie reine de Pologne (en polonais : Bazylika Konkatedralna pod wezwaniem Matki Bożej Królowej Polski) de Stalowa Wola.
Basiliques mineures :
- Basilique de la Sainte-Trinité (en polonais : Bazylika Trójcy Świętej) du sanctuaire des reliques de la Sainte Croix, Święty Krzyż, Łysa Góra (Nowa Słupia) des monts Sainte-Croix.

## Évêques

### Évêques de Sandomierz
- Szczepan Hołowczyc (de) du 29 mars 1819 jusqu'au 17 décembre 1819,
- Ladislas Adam Prosper Burzyński (O.F.M. Réf), du 17 décembre 1819 jusqu'au 9 septembre 1830,
  - Klemens Bąkiewicz, de 1831 jusqu'au 9 août 1840, administrateur apostolique,
- Klemens Bąkiewicz, élu le 9 août 1840 jusqu'au 2 janvier 1842, mais ne prend pas effet,
- Józef Joachim Goldtmann, du 25 janvier 1844 jusqu'au 27 mars 1852,
- Józef Michał Juszyński, du 16 avril 1859 jusqu'au 24 novembre 1880,
- Antoni Franciszek Ksawery Sotkiewicz (de) du 15 mars 1883 jusqu'au 3 mai 1901,
- Stefan Aleksander Zwierowicz (de), du 17 septembre 1902 jusqu'au 4 janvier 1908,
- Marian Józef Ryx, du 7 avril 1910 jusqu'au 3 juin 1930,
- Włodzimierz Bronisław Jasiński, du 21 août 1930 jusqu'au 30 novembre 1934,
  - Jan Kanty Lorek (C.M.), du 26 avril 1936 jusqu'au 12 mars 1946, administrateur apostolique,
- Jan Kanty Lorek (C.M.), du 12 mars 1946 jusqu'au 4 janvier 1967,
  - Piotr Gołębiewski, du 20 février 1968 jusqu'au 2 novembre 1980, administrateur apostolique.

### Évêque de Sandomierz-Radom
- Edward Henryk Materski, du 6 mars 1981 jusqu'au 25 mars 1992.

### Évêques de Sandomierz
- Wacław Świerzawski, du 25 mars 1992 jusqu'au 7 octobre 2002,
- Andrzej Dzięga (de), du 7 octobre 2002 jusqu'au 21 février 2009,
- Krzysztof Nitkiewicz (de), depuis le 13 juin 2009.